# رونالد راميريز
رونالد راميريز (بالإسبانية: Ronald Ramírez)‏ (23 نوفمبر 1976 في الأوروغواي - ) هو لاعب كرة قدم أوروغواني في مركز الوسط. شارك مع منتخب الأوروغواي لكرة القدم. أما مع النوادي، فقد لعب مع إنديبنديينتي سانتا في وبنيارول ومونتيفيديو واندررز ونادي سان لويس وفيلا إسبانيول ‏ وسنترال إسبانيول وDeportivo Zacapa ‏ ولا إكويداد ‏ وأتليتيكو بروغريسو ‏.

## وصلات خارجية
- رونالد راميريز على موقع قاعدة بيانات كرة القدم.إي يو (الإنجليزية)
- رونالد راميريز على موقع ناشيونال فوتبول تيمز (الإنجليزية)
- رونالد راميريز على موقع Soccerway.com (الإنجليزية)